# 沙雷特鎮區 (密蘇里州沃倫縣)
沙雷特鎮區（英語：Charrette Township）是位於美國密蘇里州沃倫縣的一個行政鎮區。

## 地方資料
沙雷特鎮區的面積為290.73平方千米，當中陸地面積為282.15平方千米，而水域面積為8.58平方千米。根據2020年美國人口普查的數據，當地共有人口5800人，而人口密度為每平方千米19.95人。